# Ráphael Steger Cataño
Ráphael Steger Cataño (* 1950) ist ein mexikanischer Botschafter.

## Leben
| Vorgänger                          | Amt                                                                      | Nachfolger                  |
| ---------------------------------- | ------------------------------------------------------------------------ | --------------------------- |
| Héctor Cárdenas Rodríguez          | Mexikanischer Botschafter in Riad 14. Mai 1989 bis 31. März 1991         | Víctor Balvanera Miranda    |
| Antonio Dueñas Pulido              | Mexikanischer Botschafter in Ankara 18. November 1992 bis 10. März 1996  | Enrique Buj Flores          |
| —                                  | Mexikanischer Botschafter in Canberra 20. März 1996 bis 14. Februar 2004 | Martha Ortiz de Rosas Gómez |
| Marco Antonio Loustaunau Caballero | Mexikanischer Botschafter in Warschau 10. September 2007 bis 2009        | Ricardo Villanueva Hallal   |